# Paul Stanley
Paul Stanley, egentligen Stanley Bert Eisen, född 20 januari 1952 i New York, är en amerikansk musiker, sångare och gitarrist och tillsammans med Gene Simmons grundare av rockbandet Kiss.

## Biografi

### Musikkarriären
Efter att ha upplöst sitt tidigare band, Wicked Lester, bildade Stanley tillsammans med Gene Simmons en ny grupp i januari 1973 – Kiss. I bandet spelar Stanley kompgitarr, sjunger på flertalet av låtarna och är sedan starten bandets talesman och tillsammans med Simmons dess ledare. Stanley är också en flitig låtskrivare och har bidragit till flera av bandets mest kända låtar, däribland "Rock and Roll All Nite", "I Was Made For Lovin' You" och "Heaven's on Fire".
Stanley gav 1978 ut det självbetitlade solodebutalbumet Paul Stanley. År 1989 gav han sig ut på sin första soloturné runt om i USA. Med sig i bandet hade han Bob Kulick (gitarr), Eric Singer (trummor), Gary Corbett (keyboards) och Dennis St. James (elbas). Hans andra soloalbum, Live to Win, gavs ut 2006 och en turné, kallad Live To Win Tour genomfördes.
År 2010 skrev Stanley låten "Timeless" till den svenska Idolvinnaren Erik Grönwalls album Somewhere Between a Rock and a Hard Place.

### Andra roller
Stanley syns i en cameoroll i filmen Detroit Rock City, som handlar om fyra killars desperata försök att ta sig in på en Kiss-konsert. Stanley spelade Fantomen i en uppsättning av Fantomen på Operan i Toronto 1999.

### Privatliv
Stanley föddes i en familj med judiska föräldrar, William (1920–2021) och Eva Eisen (1923–2012), som flytt undan nazisterna under andra världskriget.
År 1994 fick Stanley en son, Evan, med sin dåvarande hustru Pamela Bowen, vilken han cirka ett år senare separerade från. År 2005 gifte han sig med Erin Sutton och den 6 september 2006 fick paret sitt första barn, Colin Michael Stanley. Den 28 januari 2009 blev Paul Stanley far för tredje gången då dottern Sarah Brianna Stanley föddes. Den 9 augusti 2011 kom hans fjärde barn Emily Grace Stanley, även den här gången tillsammans med Erin Sutton.
År 2014 publicerade Stanley memoarboken Face the Music: A Life Exposed och 2019 utgav han boken Backstage Pass.

## Diskografi
Soloalbum
- 1978 – Paul Stanley
- 2006 – Live to Win